# Fundamental (álbum de Pet Shop Boys)
Fundamental é o nono álbum de estúdio da banda Pet Shop Boys, lançado a 22 de Maio de 2006.
Participaram igualmente neste álbum artistas como Anne Dudley, Tessa Niles, Jamie Muhoberac, Phil Palmer, Steve Lipson, Lalo Creme, Tim Pierce, Earl Harvin, Frank Ricotti, Luis Jardim e Lucinda Barry.
O disco atingiu o nº 150 da Billboard 200 e o nº 4 do Top Electronic Albums.

## Faixas
Todas as faixas por Neil Tennant e Chris Lowe, exceto onde anotado.
1. "Psychological" — 4:10
2. "The Sodom and Gomorrah Show" — 5:19
3. "I Made my Excuses and Left" — 4:53
4. "Minimal" — 4:21
5. "Numb" (Diane Warren) — 4:43
6. "God Willing" — 1:17
7. "Luna Park" — 5:31
8. "I'm with Stupid" — 3:24
9. "Casanova in Hell" — 3:13
10. "Twentieth Century" — 4:39
11. "Indefinite Leave to Remain" — 3:08
12. "Integral" — 3:53

## Créditos
- Neil Tennant
- Chris Lowe